# Dactylopisthes diphyus
Dactylopisthes diphyus là một loài nhện trong họ Linyphiidae.
Loài này thuộc chi Dactylopisthes. Dactylopisthes diphyus được Heimer miêu tả năm 1987.